# Делефианга
Делефианга (фр. Déléfianga) — деревня в Чаде, расположенная на территории региона Канем.

## География
Деревня находится в западной части Чада, к северо-востоку от города Мао, на высоте 341 метра над уровнем моря. Делефианга расположена на расстоянии приблизительно 249 километров к северо-северо-востоку от столицы страны Нджамены. Ближайшие населённые пункты: Бодианга, Гони-Гони, Гельтра, Кола-Кола, Би, Бир-Алали, Корофи.
Климат деревни характеризуется как аридный жаркий (BWh в классификации климатов Кёппена).

## Транспорт
Ближайший аэропорт расположен в городе Мао.